# Michael Maue
Michael Maue (Kaiserslautern, 18 de maio de 1960) é um ex-ciclista alemão que representou seu país nos Jogos Olímpicos de Verão de 1984.
Filho de Paul Maue.